# Bächlesbach
Der Bächlesbach, oder auch nur Bächles genannt, ist ein linker, etwa 2 km langer Zufluss des Lohrbaches bei Heigenbrücken im Landkreis Aschaffenburg im Spessart. Seine Quelle ist der an der „Großen Mariengrotte“ liegende Bächlesbrunnen.

## Geographie

### Bächlesbrunnen

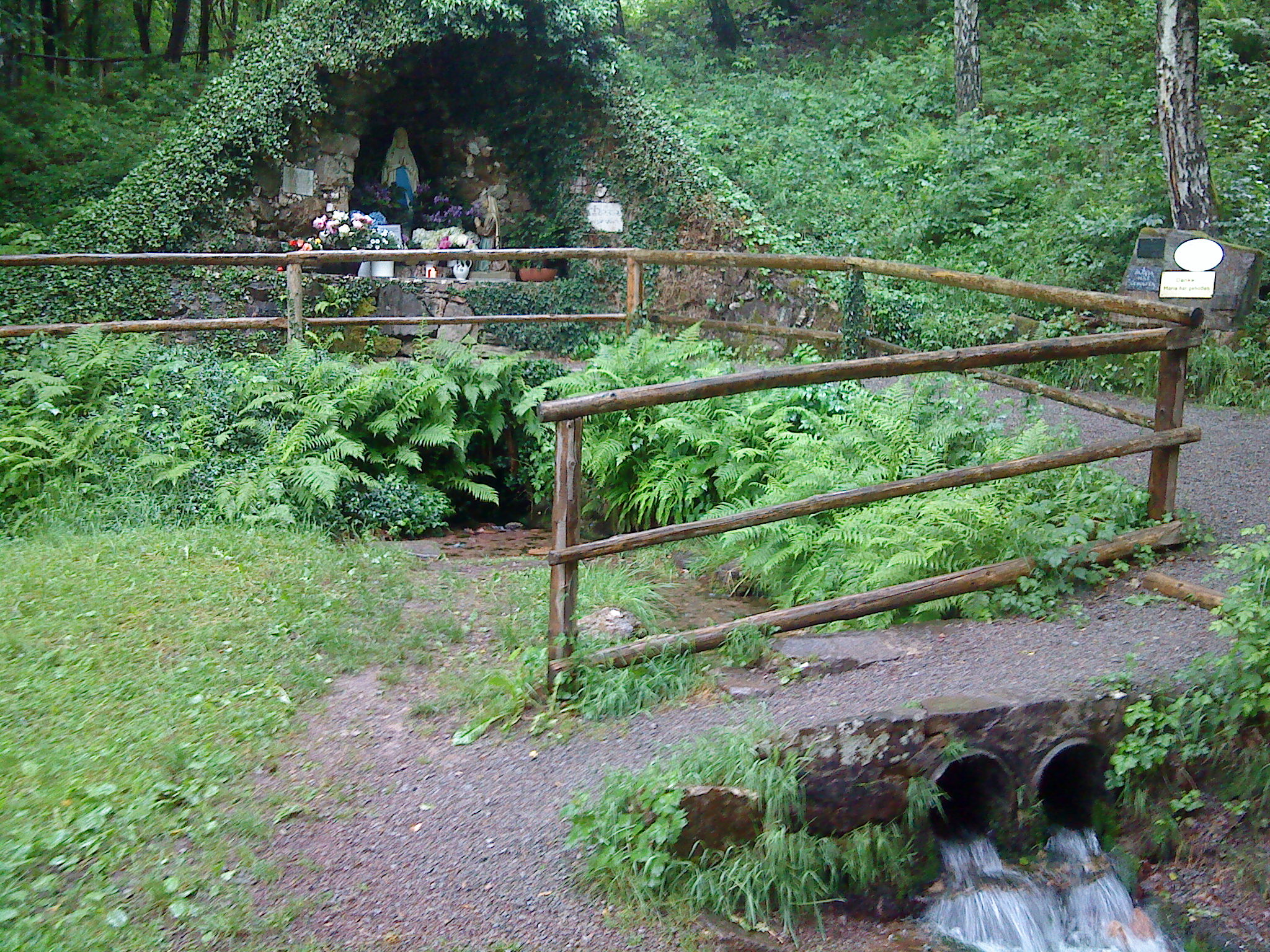
Der Bächlesbrunnen an der „Großen Mariengrotte“

Der Bächlesbrunnen befindet sich südöstlich des oberen Ende des Bächlesgrundes im Heinrichsthaler Forst. Hier wurde 1955 von drei Waldarbeitern eine Grotte aus Schwerspatsteinen errichtet. Der Bächlesbrunnen schüttet im Jahresdurchschnitt etwa 40 Liter pro Sekunde und gehört somit zu den stärksten Quellen im Spessart.

### Verlauf
Nachdem das Wasser im Bächlesbrunnen an die Oberfläche tritt, teilt sich der Bachlauf schon in der Quellfassung auf und beide Zweige ziehen in Richtung Waldrand. Dort vereinen sie sich schließlich wieder und der Bächlesbach erreicht nun das Naturschutzgebiet „Spessartwiesen“. Danach fließt der Bach durch den Heigenbrückener Wildpark, wo des Öfteren Wildschweine und Hirsche aus ihm trinken. Nachdem er den Wildpark verlassen hat, unterquert der Bächlesbach den Kahltal-Spessart-Radweg und mündet in der Nähe eines Sees in den Lohrbach.

### Flusssystem Lohr
- Fließgewässer im Flusssystem Lohr

## Flora und Fauna
Quellen aus dem Buntsandstein schütten meist saures Wasser, so auch der Bächlesbrunnen, so dass man auch im Bächlesbach die hierfür charakteristischen Moose, anderen Pflanzen und Tiere antrifft, etwa die Larven des Feuersalamanders.

## Bildergalerie

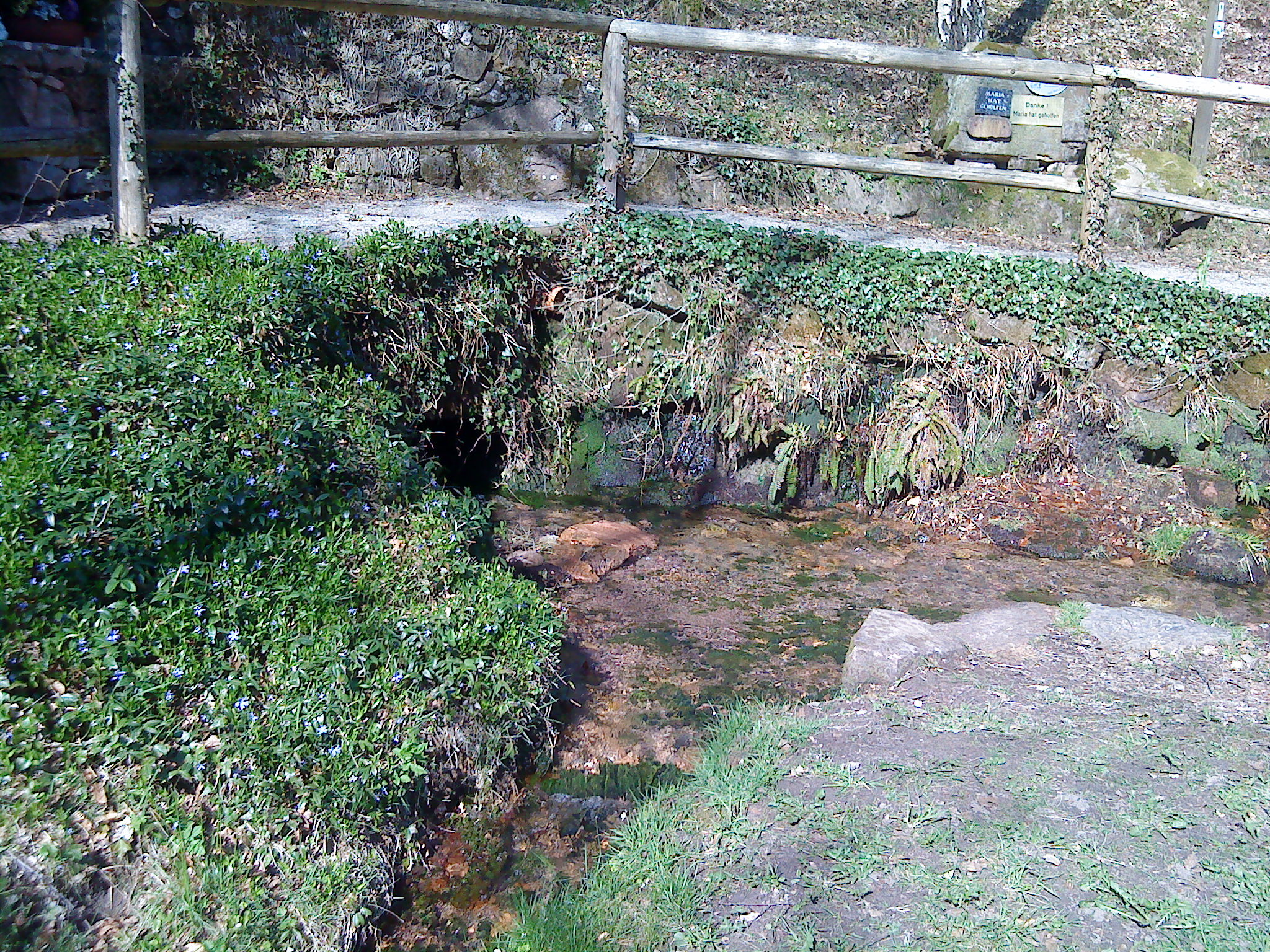
Quellaustritt des Bächlesbach
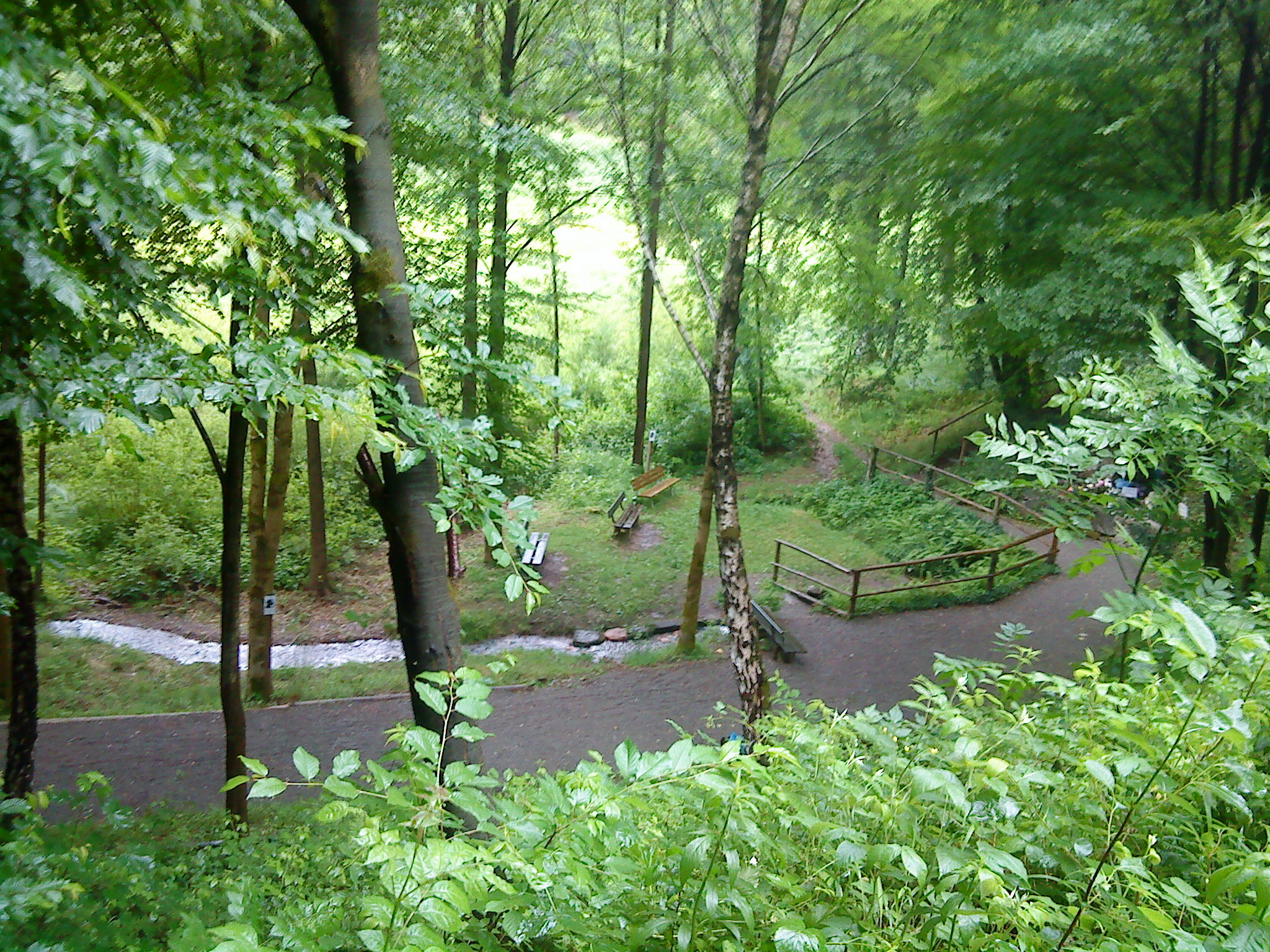
Der Platz der Großen Mariengrotte an der Quelle
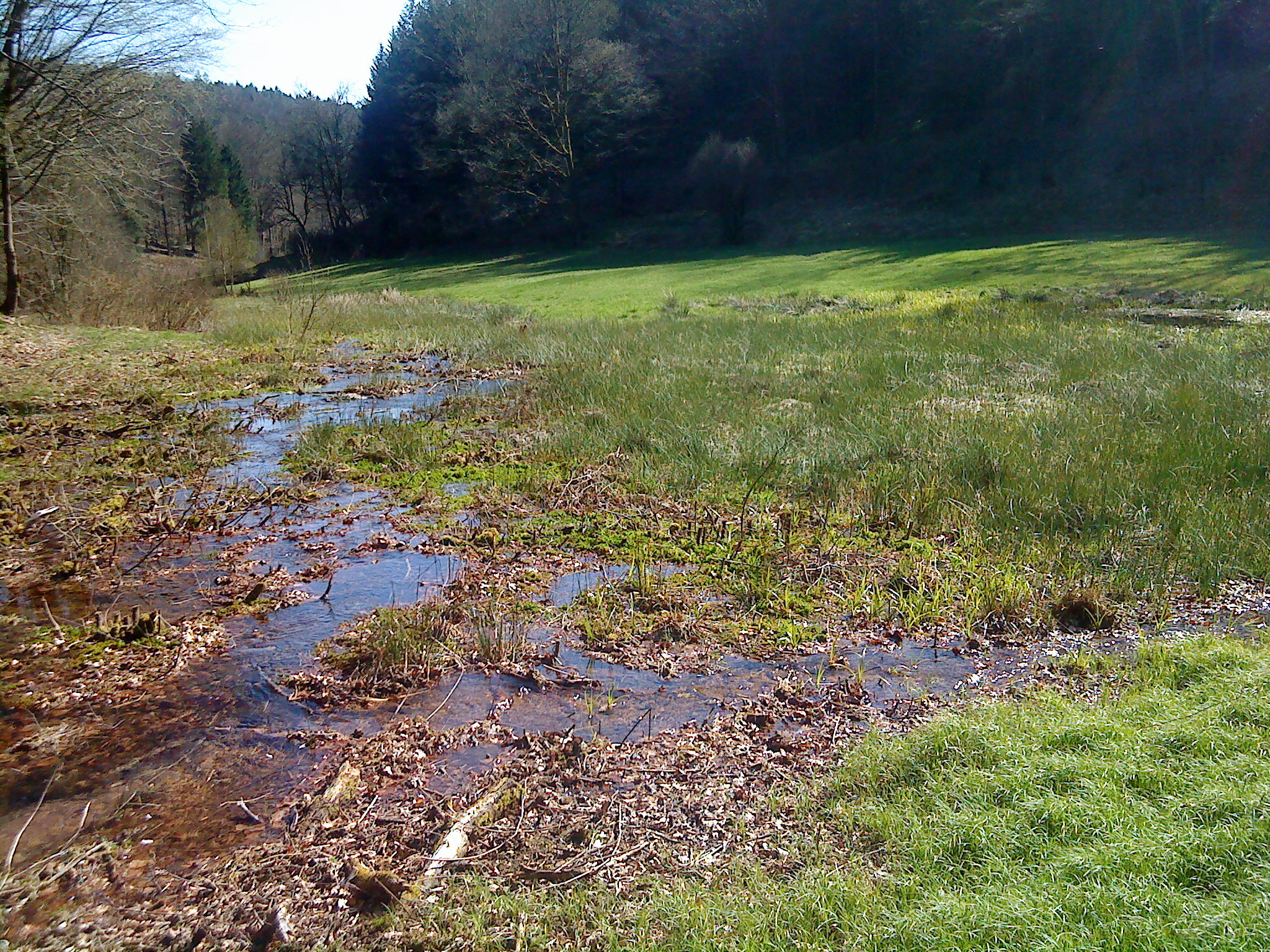
Der verzweigte Bächlesbach in den Spessartwiesen